# Ropalidia proletaria
Ropalidia proletaria är en getingart som beskrevs av Richards 1978. Ropalidia proletaria ingår i släktet Ropalidia och familjen getingar. Inga underarter finns listade i Catalogue of Life.